# After Burner (spelserie)
After Burner är en datorspel-serie utvecklad av Sega. Serien består av fem spel släppta för ett antal olika spelkonsoler/arkadenheter.

## Spel i serien

### After Burner
After Burner släpptes 1987. Hårdvaran som spelets arkadversion använder sig av används även i arkadversionerna av Space Harrier och Out Run. Spelet släpptes till Amstrad CPC, NES, Sega Master System, Sega Mega Drive, Sega 32X, Atari ST, Commodore 64 och Amiga.

### After Burner II
After Burner II släpptes samma år som After Burner. Det har släppts till NES, Sega Mega Drive, TurboGrafx-16, Atari ST, Commodore 64, Amiga och Playstation 2 samt som arkadspel.

### After Burner III
After Burner III släpptes 1992 till Mega-CD.

### After Burner Climax
After Burner Climax är ett arkadspel som släpptes till Playstation 3 och Xbox 360.

### After Burner: Black Falcon
After Burner: Black Falcon utvecklades av Planet Moon Studios och släpptes av Sega 2007. Spelet är avsett att användas tillsammans med en Playstation Portable.